# Dominek
Dominek (deutsch Dominke) ist ein Dorf bei Ustka (Stolpmünde) in der polnischen Woiwodschaft Pommern.

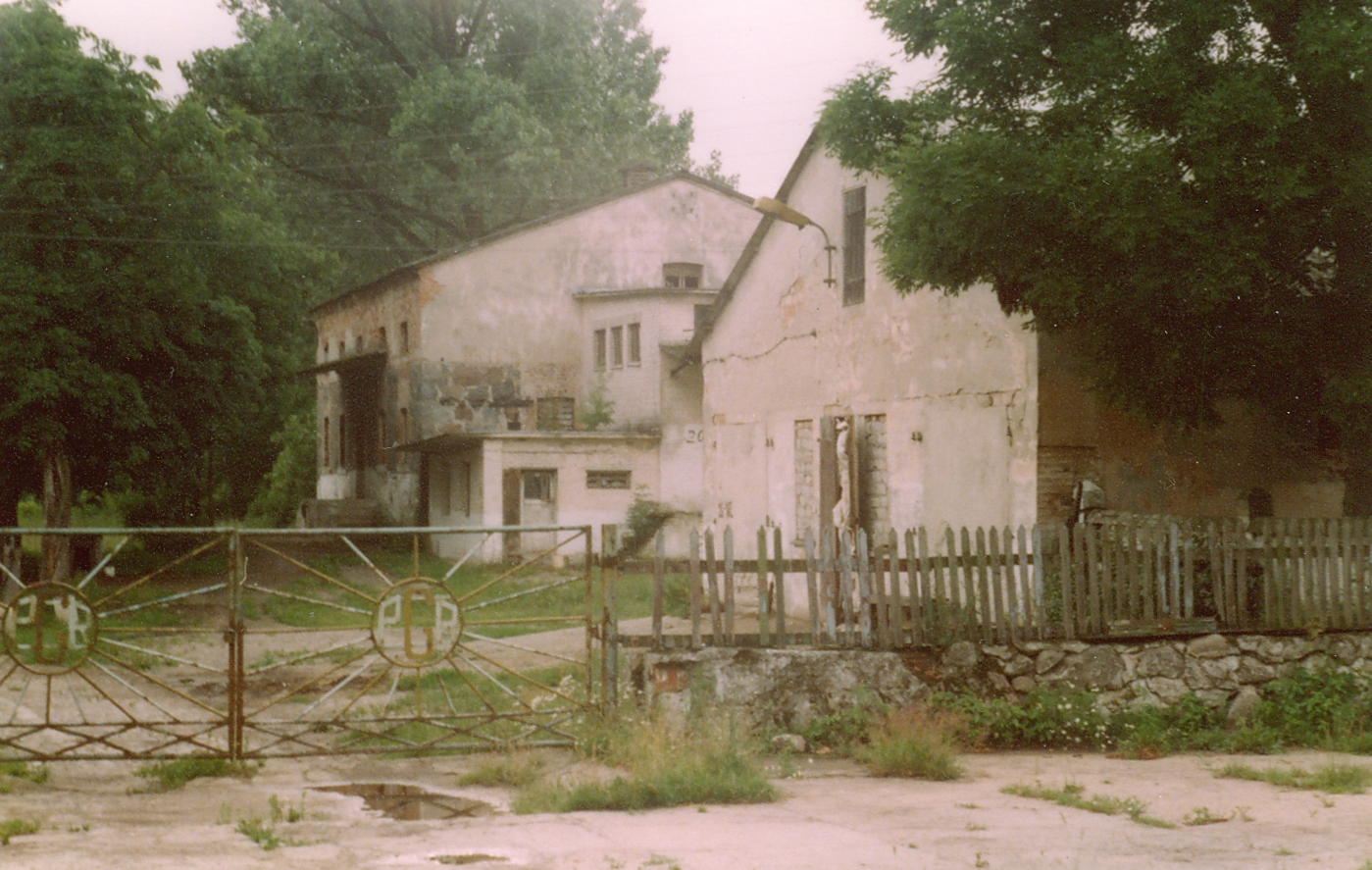
Ortsbild (2003)

## Geographische Lage
Dominek liegt in Hinterpommern, etwa 17 Kilometer östlich von Stolpmünde, 15 Kilometer nördlich von Stolp und 102 Kilometer westlich der regionalen Metropole Danzig.

## Geschichte
Das kleine Dorf Dominke, früher Demminke genannt, ist aus einem Rittergut hervorgegangen, das ein altes Lehen der Familie von Bandemer war.
Um 1784 gab es in Dominke ein Vorwerk, drei Bauern, zwei Kossäten, zwei Halbkossäten, eine Schmiede und insgesamt zwölf Feuerstellen (Haushaltungen).
Gegen Ende des Zweiten Weltkriegs wurde die Region im Frühjahr 1945 von der Roten Armee besetzt und bald danach zusammen mit ganz Hinterpommern unter polnische Verwaltung gestellt. Die Häuser und Gehöfte in Dominke wurden von zugewanderten Polen übernommen. Die deutsche Bevölkerung wurde aufgrund der sogenannten Bierut-Dekrete vertrieben.
Dominek ist heute ein Teil der Landgemeinde Ustka und hat derzeit (2011) etwa 120 Einwohner.

### Kirchspiel
Dominke gehörte zum Kirchspiel von Groß Garde.